# Hachinohe
Hachinohe (八戸市, Hachinohe-shi) est une ville située dans la préfecture d'Aomori, sur l'île de Honshū, au Japon.

## Géographie

### Situation
Hachinohe est située dans le sud-ouest de la préfecture d'Aomori, sur l'île de Honshū, au Japon.

### Municipalités limitrophes
| Gonohe | Oirase    | océan Pacifique |
| Nanbu  | Hachinohe | océan Pacifique |
| Nanbu  | Karumai   | Hashikami       |

### Démographie
En février 2021, la ville de Hachinohe comptait 225 511 habitants, répartis sur une superficie de 305,56 km2 (densité de population 738 hab./km2).

### Hydrographie
Hachinohe est bordée par l'océan Pacifique au nord-est. Les fleuves Oirase et Mabechi traversent la ville.

### Climat
| Mois                                             | jan.       | fév.       | mars       | avril     | mai       | juin      | jui.      | août     | sep.      | oct.      | nov.      | déc.       | année      |
| ------------------------------------------------ | ---------- | ---------- | ---------- | --------- | --------- | --------- | --------- | -------- | --------- | --------- | --------- | ---------- | ---------- |
| Température minimale moyenne (°C)                | −3,9       | −3,7       | −0,9       | 4         | 9,2       | 13,3      | 17,7      | 19,5     | 15,7      | 9         | 3         | −1,6       | 6,8        |
| Température moyenne (°C)                         | −0,7       | −0,2       | 3,1        | 8,6       | 13,5      | 16,7      | 20,7      | 22,6     | 19,4      | 13,5      | 7,3       | 1,7        | 10,5       |
| Température maximale moyenne (°C)                | 2,8        | 3,6        | 7,6        | 13,8      | 18,7      | 21,1      | 24,9      | 26,5     | 23,6      | 18,2      | 11,9      | 5,4        | 14,9       |
| Record de froid (°C) date du record              | −15,7 1953 | −15,5 1945 | −12,3 1986 | −5,5 1984 | −2,6 1955 | 0,4 1954  | 5 1976    | 9,4 1953 | 4,8 2001  | −2,6 1950 | −6,3 1998 | −13,4 1952 | −15,7 1953 |
| Record de chaleur (°C) date du record            | 15 1988    | 19 2010    | 22,1 2018  | 29,7 1942 | 34,3 2019 | 34,5 1987 | 36,5 1942 | 37 1978  | 35,4 2010 | 30,4 1946 | 24,9 2003 | 19,7 1990  | 37 1978    |
| Ensoleillement (h)                               | 126,1      | 130,9      | 166,2      | 186,9     | 198,5     | 168,2     | 149,7     | 159,5    | 148,2     | 155,7     | 130,3     | 124,1      | 1 844,3    |
| Précipitations (mm)                              | 43,6       | 40,4       | 56,6       | 63,4      | 88,1      | 103,7     | 136,9     | 141,8    | 156,3     | 110,1     | 55,5      | 48,9       | 1 045,1    |
| dont neige (cm)                                  | 40         | 42         | 29         | 2         | 0         | 0         | 0         | 0        | 0         | 0         | 2         | 22         | 134        |
| Nombre de jours avec précipitations              | 6,6        | 6,5        | 7,3        | 8,1       | 9,7       | 8,8       | 10,6      | 10,1     | 10        | 8,5       | 7,9       | 6,6        | 100,7      |
| dont nombre de jours avec précipitations ≥ 10 mm | 1,1        | 1,3        | 1,7        | 2,2       | 2,7       | 3,3       | 4,5       | 4,5      | 4,3       | 2,6       | 1,5       | 1,2        | 30,9       |
| Humidité relative (%)                            | 71         | 70         | 66         | 65        | 72        | 81        | 84        | 82       | 80        | 75        | 71        | 71         | 74         |
| Nombre de jours avec neige                       | 10,4       | 9,9        | 5,9        | 0,5       | 0         | 0         | 0         | 0        | 0         | 0         | 0,7       | 6,1        | 33,3       |
| Nombre de jours d'orage                          | 0,1        | 0          | 0          | 0,5       | 1,4       | 0,9       | 1,3       | 1,5      | 1,2       | 0,5       | 0,4       | 0          | 7,8        |
| Nombre de jours avec brouillard                  | 0,1        | 0,1        | 0          | 1,8       | 4,8       | 7,2       | 6,1       | 3,6      | 2,1       | 0,5       | 0,1       | 0,3        | 26,7       |

| Diagramme climatique                                  |             |             |           |             |               |               |               |               |            |           |             |
| J                                                     | F           | M           | A         | M           | J             | J             | A             | S             | O          | N         | D           |
| 2,8−3,943,6                                           | 3,6−3,740,4 | 7,6−0,956,6 | 13,8463,4 | 18,79,288,1 | 21,113,3103,7 | 24,917,7136,9 | 26,519,5141,8 | 23,615,7156,3 | 18,29110,1 | 11,9355,5 | 5,4−1,648,9 |
| Moyennes : • Temp. maxi et mini °C • Précipitation mm |             |             |           |             |               |               |               |               |            |           |             |

## Histoire
Durant l'époque d'Edo (1602-1868), Hachinohe s'est développée autour du château de Hachinohe, centre du domaine de Hachinohe.
Le bourg moderne de Hachinohe a été officiellement fondé le 1er avril 1889. Il obtient le statut de ville le 1er mai 1929.
Hachinohe est touchée par le tsunami consécutif au séisme de 2011 de la côte Pacifique du Tōhoku, qui endommage le port et les habitations près de la côte.
En 2017, Hachinohe est nommée ville noyau.

## Économie
Le port de pêche de Hachinohe est le 2e plus important de la côte nord-est de Honshū, mais celui-ci a subi de gros dégâts lors du tsunami du 11 mars 2011. Plusieurs bateaux ont été emportés au large, tel le chalutier Ryō Un Maru, repéré par une patrouille de l'air canadienne dans l'océan Pacifique le 20 mars 2012, à environ 280 kilomètres à l'ouest de l'archipel de Haida Gwaii, en Colombie-Britannique, et coulé par les United States Coast Guard le 5 avril 2012, du fait du danger qu'il représentait pour les autres bateaux transitant dans le secteur.
L'économie de la ville est principalement tournée vers la mer, 30 % des prises de poisson japonaises proviennent de la ville.

## Culture locale et patrimoine

### Patrimoine naturel
La côte de Tanesashi le long de l'océan Pacifique est désignée lieu de beauté pittoresque de niveau national.

### Patrimoine architectural
- Château de Hachinohe

## Transports

### Transport ferroviaire
La principale gare de la ville est la gare de Hachinohe. Elle est desservie par la ligne Shinkansen Tōhoku de la compagnie JR East mais aussi par des lignes classiques : la ligne Hachinohe de la compagnie JR East et la ligne Aoimori Railway de la compagnie Aoimori Railway.
La ville est également parcourue par une ligne de fret de la compagnie Hachinohe Rinkai Railway.

### Transport aérien
Deux aéroports desservent la ville, celui d'Aomori se trouve à 45 minutes de la ville, et celui de Misawa à 40 minutes. Ce qui place la ville à 1 h 10 min de Tokyo, 1 h 20 min de Nagoya et 1 h 30 min d'Osaka.
D'autres vols directs sont possibles avec Sapporo, Hiroshima et Fukuoka.

### Transport maritime
Une liaison par ferry est assurée entre Hachinohe et Tomakomai en huit heures.

## Jumelage
Hachinohe est jumelée avec :
- Federal Way (États-Unis)
- Lanzhou (Chine)

## Personnalités liées à la municipalité
- Hideo Oguni, scénariste
- Hitomi Obara, lutteuse
- Kaori Ichō, lutteuse
- Kengo Hanazawa, mangaka
- Marimo Ragawa, mangaka
- Tadamori Ōshima, homme politique
- Tetsuo Miura, écrivain
- Yaeko Izumo, actrice
- Masayo Tanabu, femme politique

## Photos

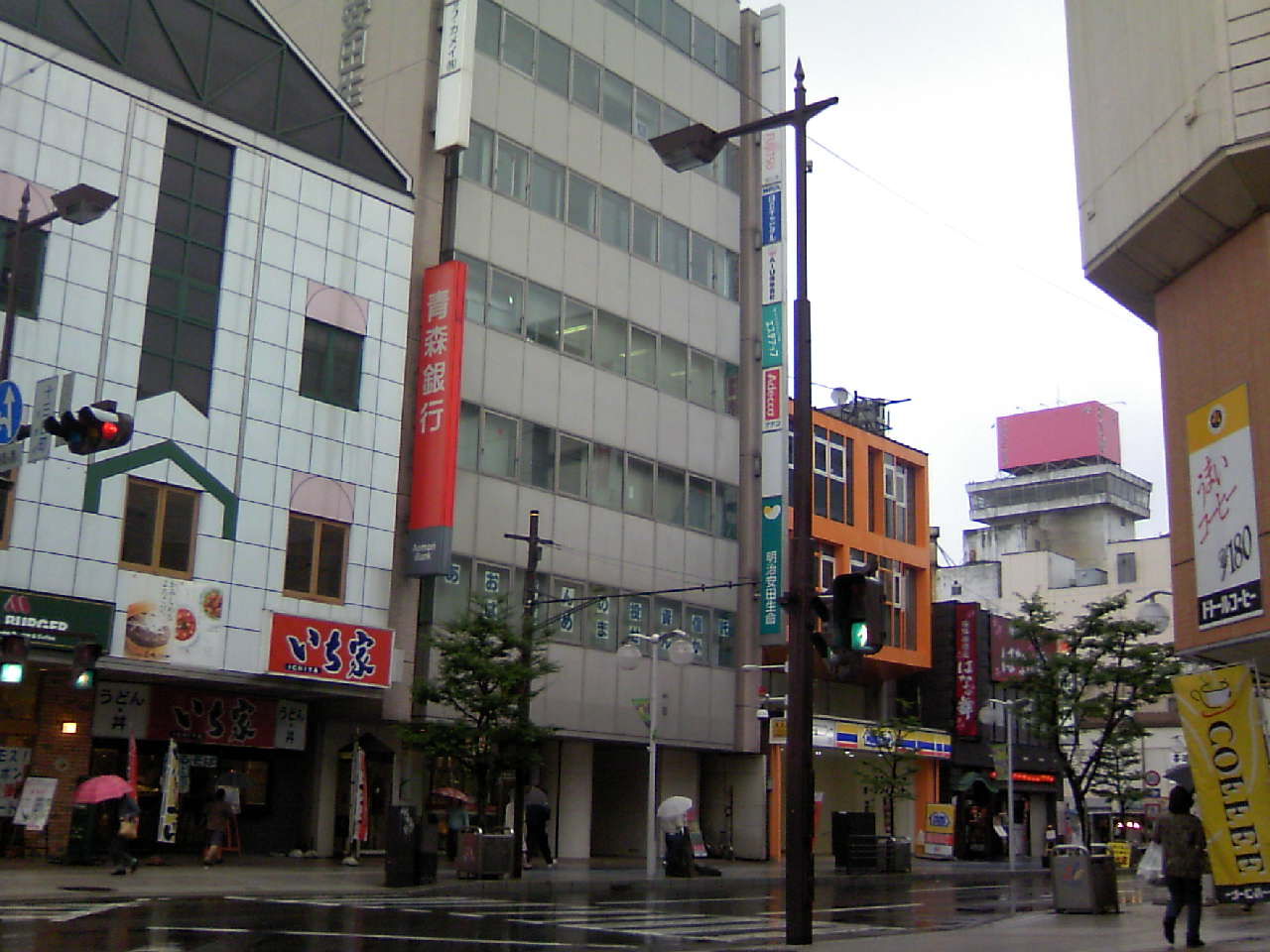
Rue de Hachinohe.
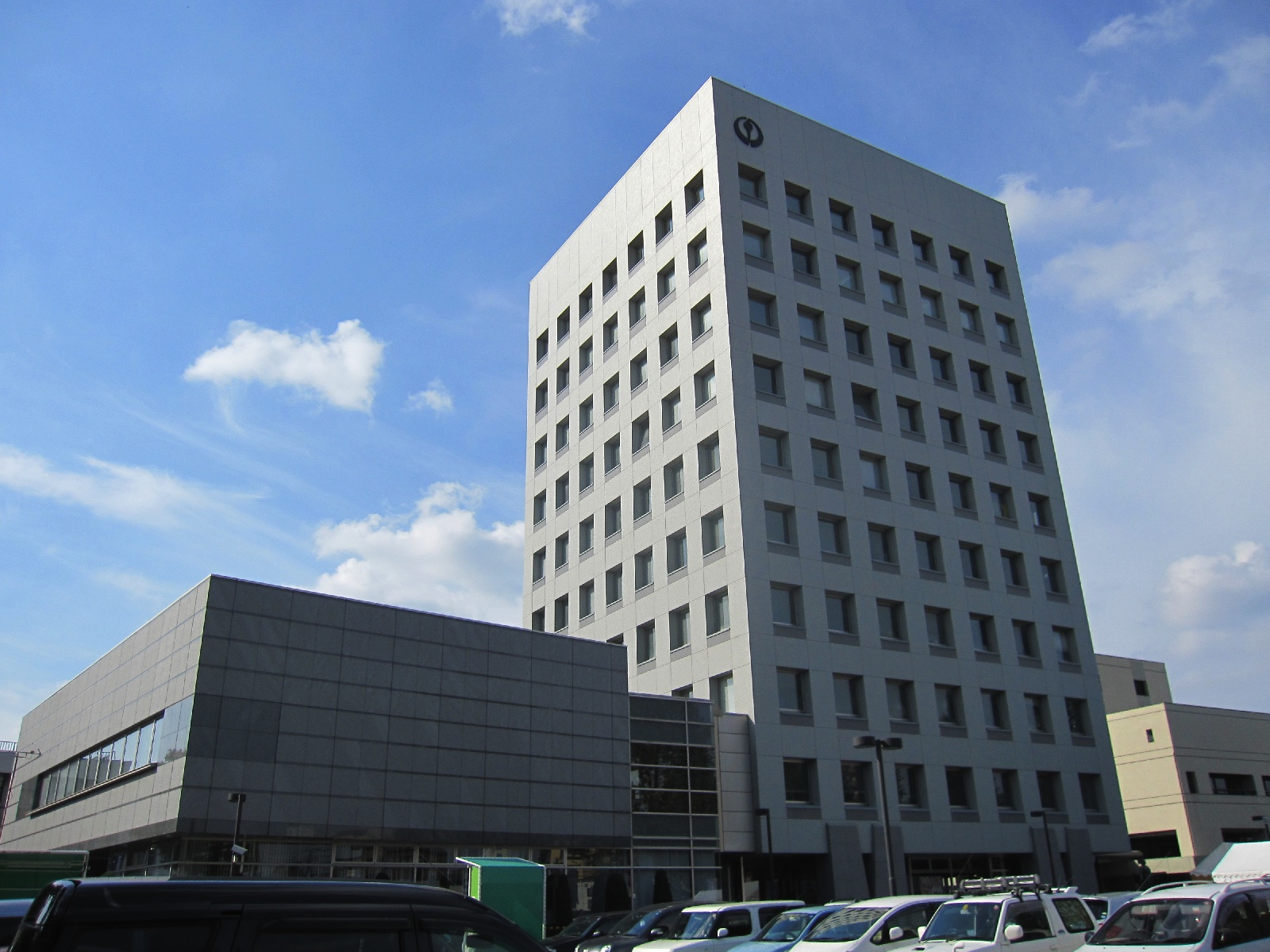
Mairie de Hachinohe.
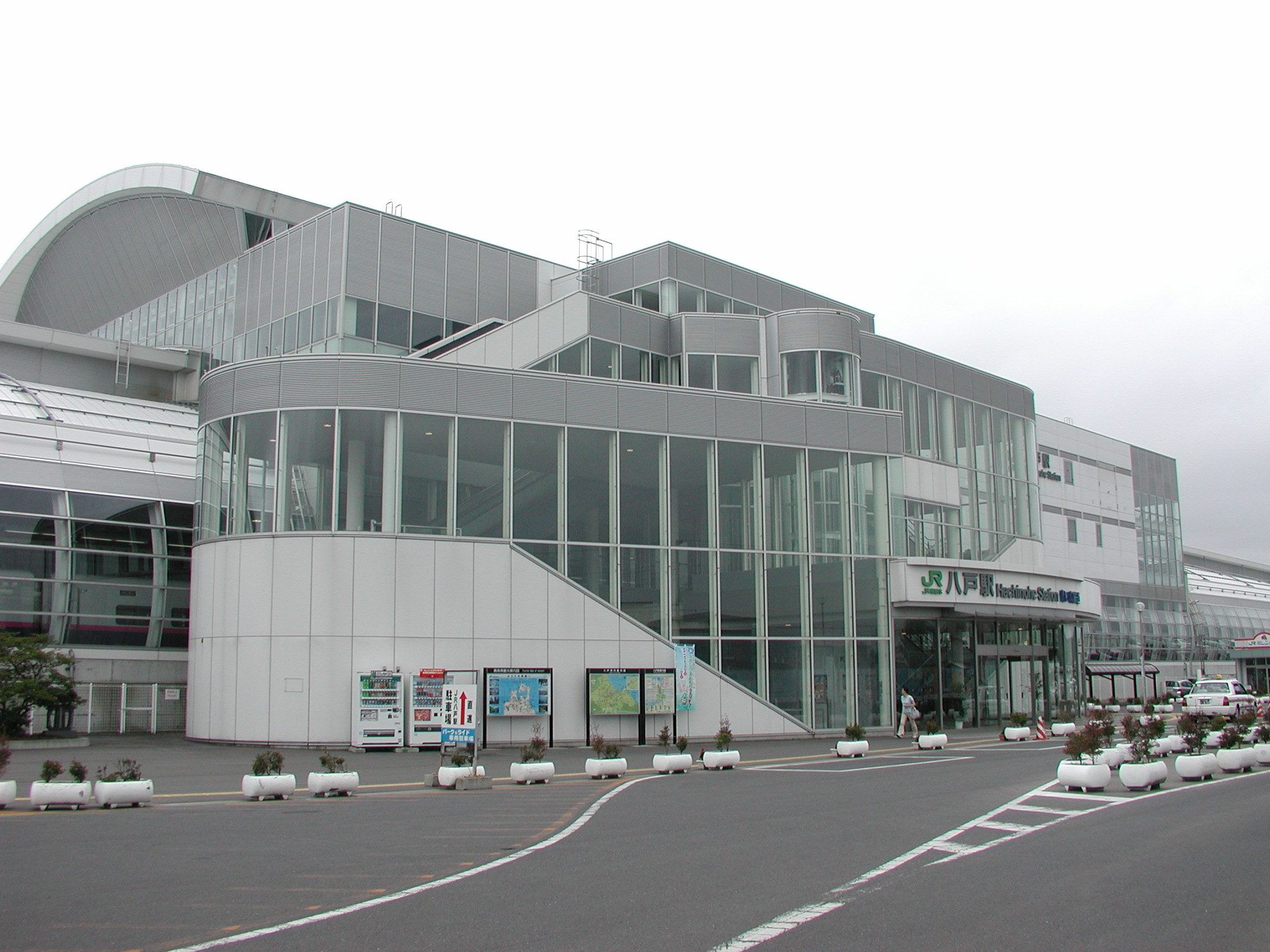
Gare de Hachinohe.
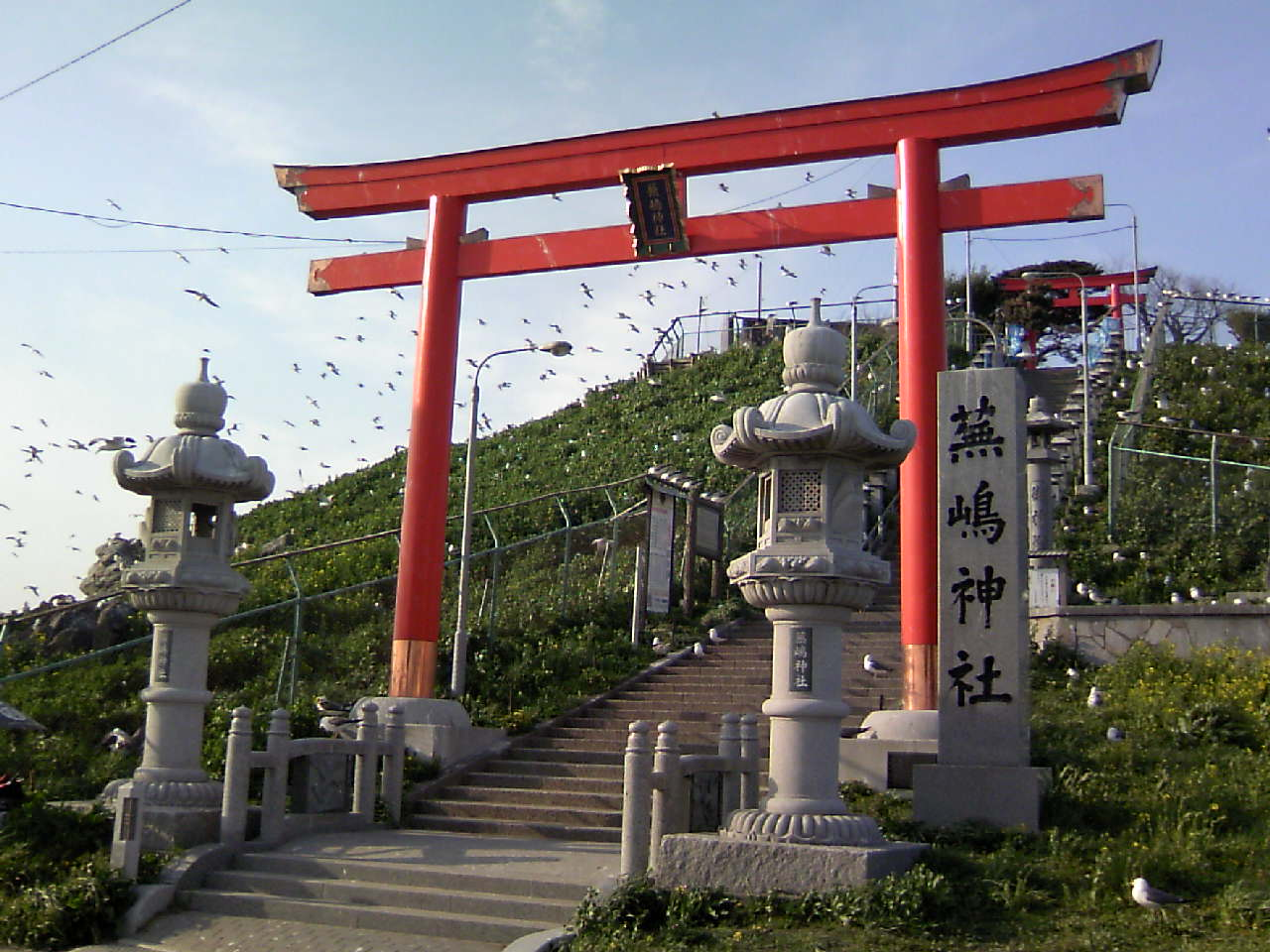
Entrée du Kabushima torii.
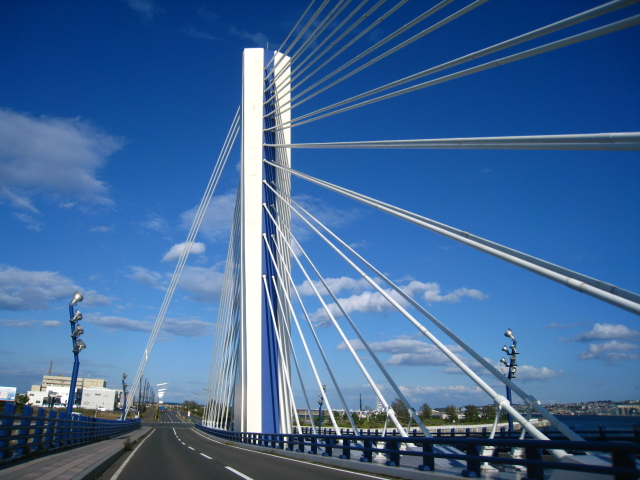
Pont Shi-garu.
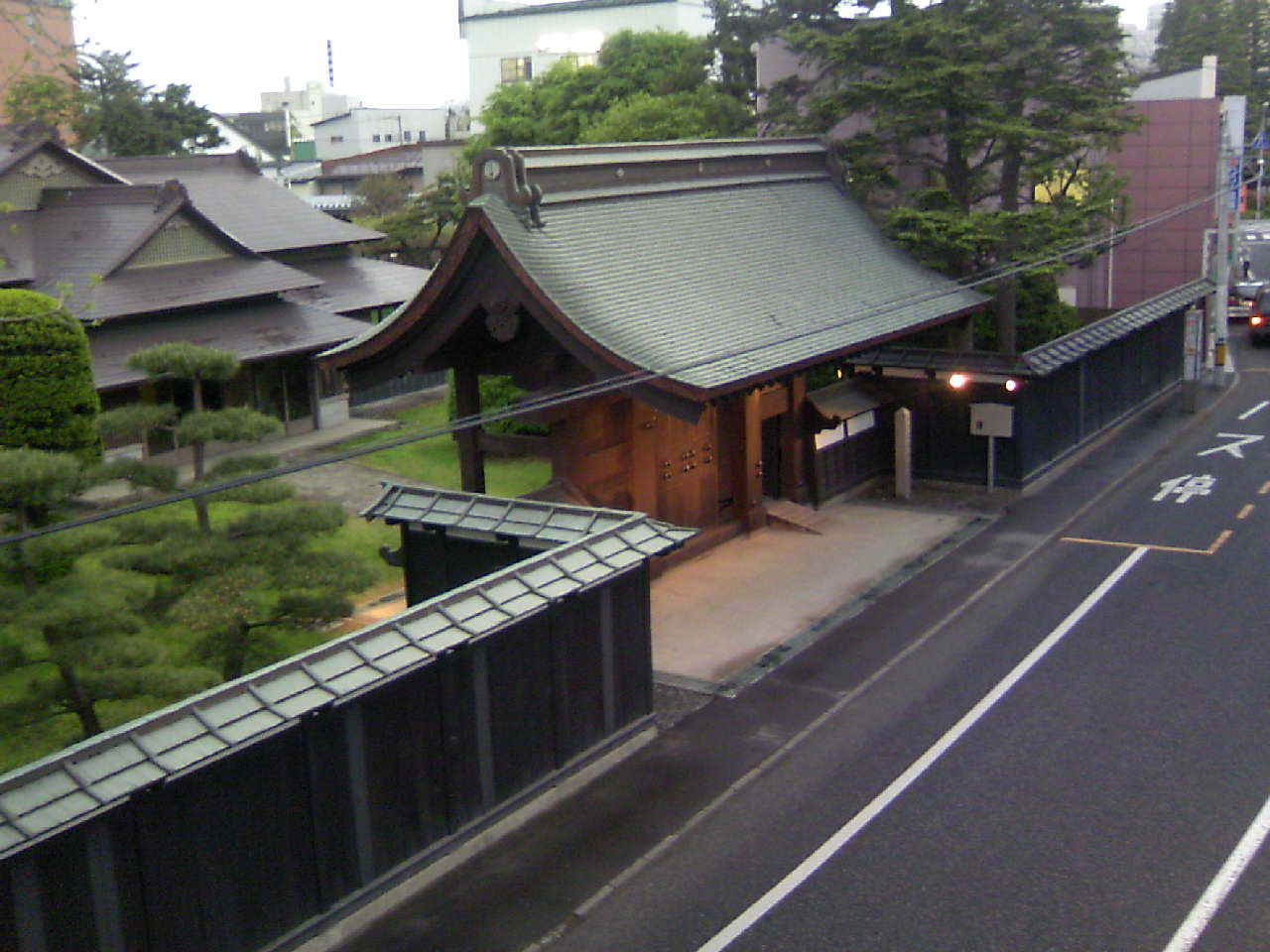
Château de Hachinohe.
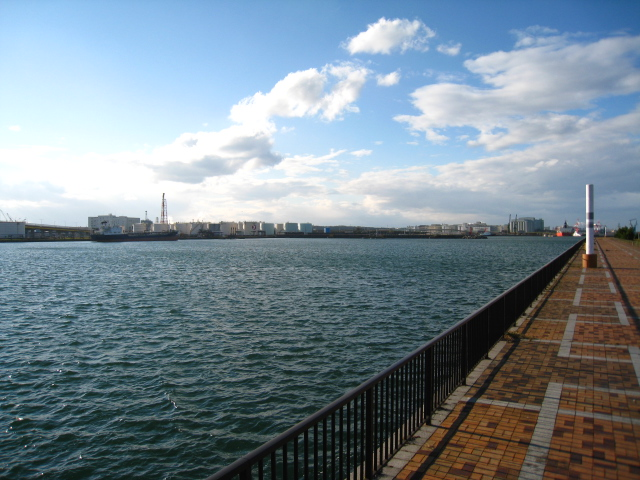
Zone industrielle.